# Carte des Chasses du Roi

Carte topographique des environs de Versailles, 1807.

La Carte des chasses du roi ou plus exactement la Carte topographique des environs de Versailles ou des Chasses Impériales représente une grande partie des territoires de l'Île-de-France au sud de la Seine. L'entreprise est due à Jean-Baptiste Berthier. Elle valut à son auteur des lettres de noblesse et une pension de 12 000 livres.

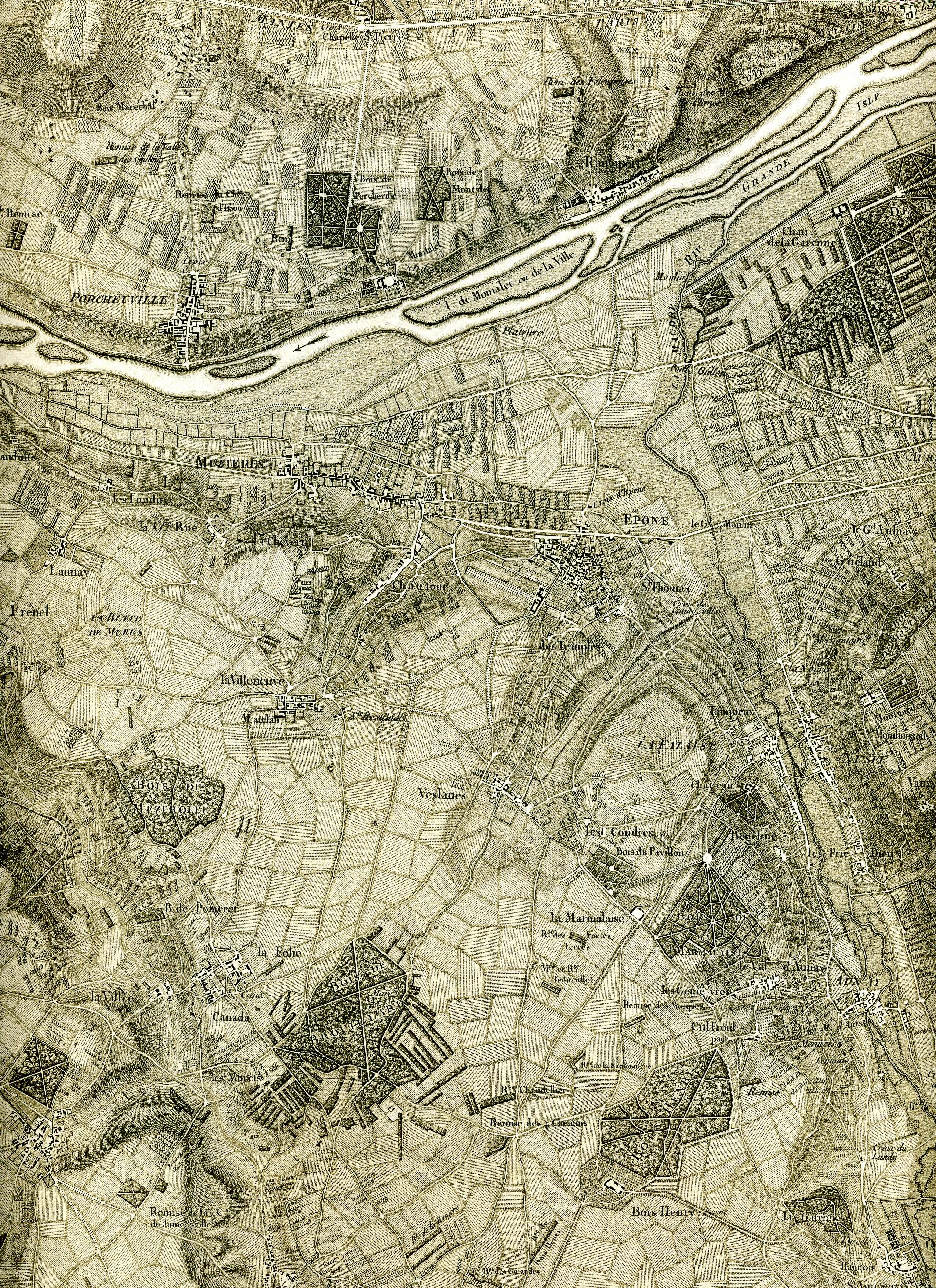
Épône sur la Carte des chasses du roi (1764-1774).
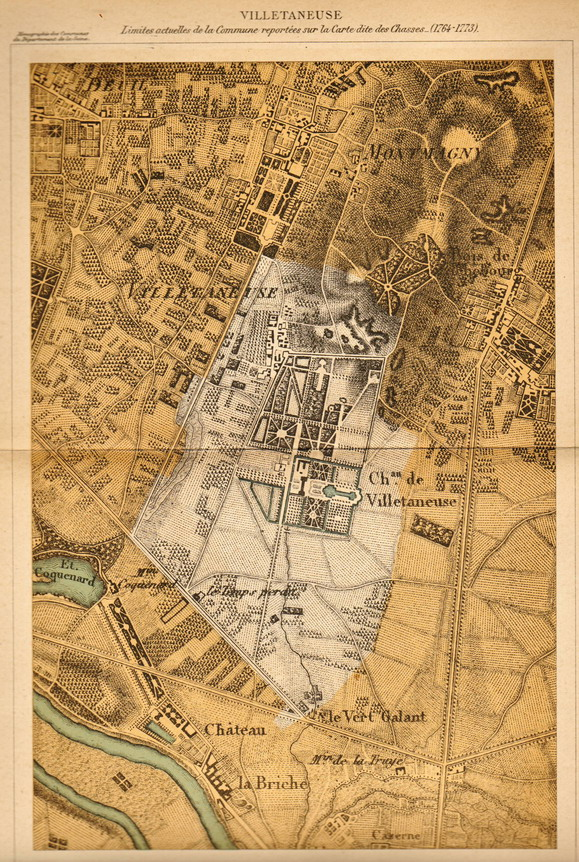
Villetaneuse sur la Carte des chasses du roi (1764-1774).

## Histoire
Cette carte, née de l'engouement de Louis XV pour la chasse et d'une décision royale de copier l'ancienne carte du duché de Rambouillet, a été levée durant deux périodes de 1764 à 1773 et de 1801 à 1807.
On dit souvent que la paix consécutive à la guerre de Sept Ans menaça de dissolution le corps des ingénieurs-géographes du Dépôt de la Guerre. Soutenu par Choiseul, Berthier trouva en la continuation de la carte une occasion d'occuper son personnel. Passées quelques années, ne s’offrit plus à lui de contexte si favorable et Berthier vit réduire le nombre de ses ingénieurs géographes des camps et armées imposant des lenteurs aux levées des territoires de la Carte des chasses du roi. En 1792, 5 feuilles sur 12 sont gravées notamment par l’emploi de Joseph Perdoux, graveur, actif entre 1788 et 1792 à l’hôtel de la Guerre au château de Versailles. Au début de la Révolution française, les crédits alloués pour la gravure lui furent supprimés par la Convention nationale en 1792.
Débutée par le Dépôt de la Guerre dont Berthier était aussi le directeur, avec l’emploi de huit ingénieurs géographes, sa réalisation fut mise en suspens par les constituants de la Révolution française, suivant la formule d’Alexandre de Beauharnais au nom du Comité militaire chargé de réaliser des économies dans le budget de ce ministère.
La gravure reprit en 1801 sur ordre du Premier Consul. Berthier mourut avant l’achèvement complet de l'œuvre à laquelle il avait consacré toute son énergie et que les directeurs du Dépôt de la Guerre et même Louis-Alexandre Berthier fils de l'auteur et ministre de la Guerre en 1799 considéraient tous comme une œuvre futile.

## D’autres cartes des chasses
Hormis la célèbre Carte topographique des environs de Versailles (des chasses du roi), il existe pour de nombreux territoires propices à la chasse des représentations cartographiques, tel l’exemple de carte présentée au public dans le vestibule du Département des cartes et plans de la Bibliothèque nationale de France  dite la Carte des chasses des environs de Brunoy.
Une grande carte topographique de 320 x 425 cm peinte à l’huile sur toile représente le pays situé entre Boissy-Saint-Léger, Brie-Comte-Robert, Châtillon et Corbeil avec la forêt de Sénart et le cours de la Seine, actuellement dans les départements du Val-de-Marne, de l’Essonne et de Seine-et-Marne est disposée face à l'entrée du Département des cartes et plans. Les costumes des chasseurs font présumer la date de ce travail, lequel doit remonter aux premiers temps du règne de Louis XV (ca 1740-1743). Une source éditée dans le Bulletin de la Société de géographie précise que la carte a été commandée en 1742 pour le château de Choisy-le-Roi. En 1785, ce monument de topographie ornait le château de Montgeron et faisait pendant à un tableau représentant un combat de chiens et de sangliers – c’est ce qui résulte d'une mention écrite au dos de la pièce.